# Atanazy I (patriarcha Jerozolimy)
Atanazy I – trzydziesty chalcedoński patriarcha Jerozolimy; sprawował urząd w latach 929–937.